# 相馬整胤
相馬 整胤（そうま まさたね、天文13年（1544年） - 永禄9年1月27日（1566年2月17日））は、戦国時代の武将。古河公方家の家臣。下総相馬氏当主。下総国守谷城城主。相馬胤晴の子。母は簗田高助の娘。通称・小次郎。

## 生涯
天文13年（1544年）、古河公方家の家臣・相馬胤晴の子として誕生した。
天文15年（1546年）、父・胤晴が河越城の戦い（河越夜戦）において戦死したため幼少ながら家督を継ぐが、天文16年（1547年）に後北条氏の侵攻を受けたためその支配下に入った。その後、古河公方足利晴氏の後継を巡って、小山高朝らが推す足利藤氏派と北条氏康らが推す足利義氏派が対立、下総相馬氏の家中も2つに分裂する。弘治年間に藤氏派の簗田晴助（整胤の伯父）の支援を受けた庶流の高井治胤が義氏派を排除して家中の実権を握り、整胤に代わって政務を執り、上杉謙信と結んだ。
やがて整胤が成人すると、整胤と治胤は互いを疎ましく思うようになり、整胤は晴助の援助で治胤を排そうとする。しかし、永禄9年（1566年）にこの動きを知った治胤の命を受けた家臣によって整胤とその子らは暗殺される。整胤死後は治胤が下総相馬氏の当主となった。